# Gnophos jurassica
Gnophos jurassica är en fjärilsart som beskrevs av Ludwig Osthelder 1921. Gnophos jurassica ingår i släktet Gnophos och familjen mätare. Inga underarter finns listade i Catalogue of Life.